# Nederländska stormaktstiden

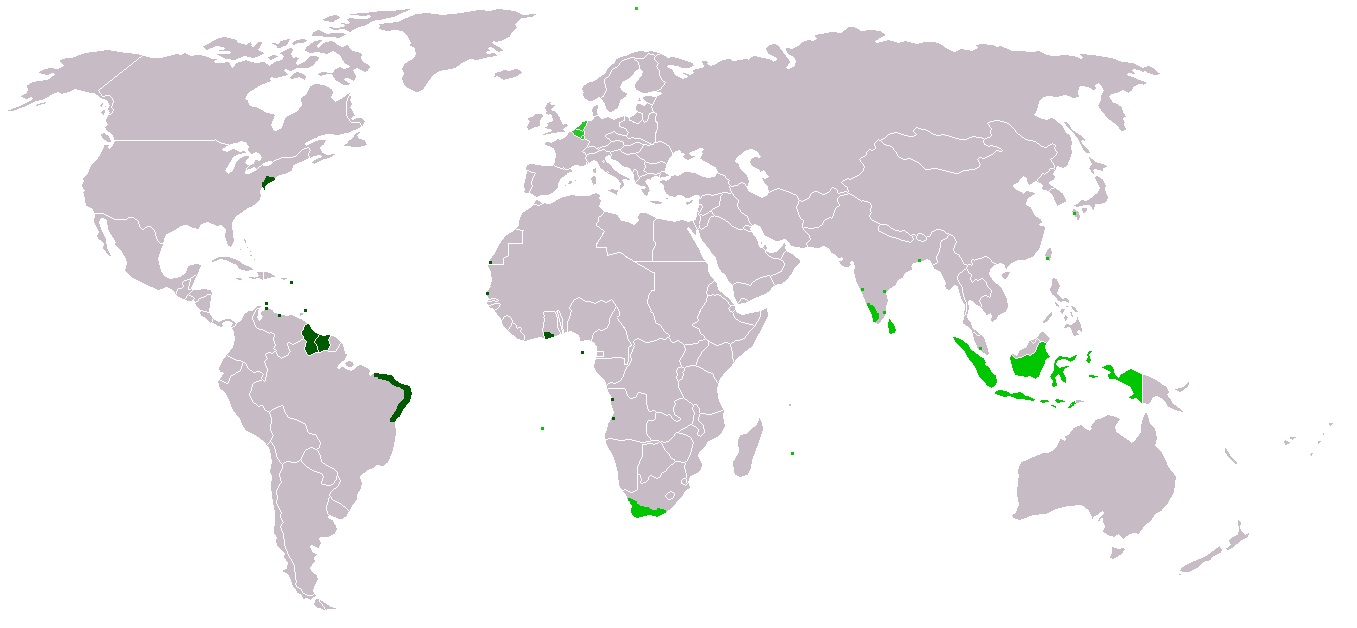
Nederländska handelsstationer och kolonier.

Den nederländska stormaktstiden, även kallad Hollands guldålder, är en epok i Nederländernas historia som inträffade under 1600-talet. Landet var då ett av de mest framgångsrika handelsländerna i världen och koloniserade stora delar av Sydostasien och södra Indien.
Nederländernas handel och framgång var betydande ända in på 1800-talet och landet var länge det enda europeiska land som hade rätt att handla med Japan. Efter många krig mot England om makten över handel och kolonier blev den nederländske ståthållaren Vilhelm III av Oranien kung av England 1689. Under hans regering började en tillbakagång för Nederländerna som varade under hela 1700-talet varefter guldåldern slutade.
Nederländska stormaktstiden innebar dock mer än politik och handel. Det var en framstående epok inom kultur och vetenskap med representanter som Rembrandt och Christiaan Huygens.